# Langona spiralis
Espèce
Langona spiralis est une espèce d'araignées aranéomorphes de la famille des Salticidae.

## Distribution
Cette espèce est endémique de la province d'Inhambane au Mozambique,. Elle se rencontre vers Bartolomeu Dias.

## Description
La carapace de la femelle holotype mesure 3,1 mm de long sur 2,0 mm et l'abdomen 2,5 mm de long sur 2,0 mm.

## Systématique et taxinomie
Cette espèce a été décrite par Haddad, Wiśniewski et Wesołowska en 2024.

## Publication originale
- Haddad, Wiśniewski & Wesołowska, 2024 : « The jumping spiders of Mozambique (Araneae: Salticidae). » Zootaxa, no 5560(1), p. 1-92.